# Operação Deflexão
Operação Deflexão foi a operação policial brasileira deflagrada pela Polícia Federal (PF) e Procuradoria-Geral da República (PGR), em 5 de dezembro de 2016, que representou um desdobramento da Operação Lava Jato.
A operação foi autorizada no Supremo Tribunal Federal (STF), e faz parte das investigações da PF e da PGR no inquérito no STF que apura a atuação dos dois políticos para blindar empreiteiros na CPI Mista da Petrobras realizada em 2014. A PF cumpriu, com apoio da PGR, nove mandados judiciais em Brasília, Paraíba e Rio Grande do Sul nos endereços pessoais, funcionais e empresariais relacionados a Marco Maia e Vital do Rêgo.
O nome dado a operação faz referência ao verbo "defletir", que significa provocar mudança ou alteração no posicionamento normal de algo. De acordo com a PF, foi chamada de Deflexão para se referir ao fato de que, mediante propina, empreiteiros investigados passaram à condição de blindados de uma eventual responsabilização.

## Antecedentes
Em maio de 2016, o ministro do STF, relator da Lava Jato no Supremo, Teori Zavascki autorizou a abertura de um inquérito para investigar o envolvimento de Marco Maia e Vital Do Rêgo na Lava Jato com base na delação premiada do senador cassado Delcídio do Amaral (sem partido-MS).